# Fabinho (calciatore 2002)
Fabinho, pseudonimo di Fábio Silva de Freitas (Natal, 9 aprile 2002), è un calciatore brasiliano, centrocampista del RB Bragantino.

## Carriera

### Club
Cresciuto nel settore giovanile del Palmeiras, ha esordito in prima squadra l'11 marzo 2021 in occasione dell'incontro del Campionato Paulista vinto 3-0 contro il São Caetano.

### Nazionale
Ha giocato nelle nazionali giovanili brasiliane Under-16 ed Under-17.

## Statistiche

### Presenze e reti nei club
Statistiche aggiornate al 12 giugno 2025.
| Stagione         | Squadra          | Campionato       | Campionato | Campionato | Coppe nazionali | Coppe nazionali | Coppe nazionali | Coppe continentali | Coppe continentali | Coppe continentali | Altre coppe | Altre coppe | Altre coppe | Totale | Totale |
| Stagione         | Squadra          | Comp             | Pres       | Reti       | Comp            | Pres            | Reti            | Comp               | Pres               | Reti               | Comp        | Pres        | Reti        | Pres   | Reti   |
| ---------------- | ---------------- | ---------------- | ---------- | ---------- | --------------- | --------------- | --------------- | ------------------ | ------------------ | ------------------ | ----------- | ----------- | ----------- | ------ | ------ |
| 2021             | Palmeiras        | A1/SP+A          | 8+3        | 0          | CB              | 0               | 0               | CL                 | 0                  | 0                  | SB+RS+Cmc   | -           | -           | 11     | 0      |
| 2022             | Palmeiras        | A1/SP+A          | 0+4        | 0          | CB              | 0               | 0               | CL                 | 2                  | 0                  | RS          | -           | -           | 6      | 0      |
| 2023             | Palmeiras        | A1/SP+A          | 8+24       | 0          | CB              | 2               | 0               | CL                 | 6                  | 0                  | SB          | -           | -           | 40     | 0      |
| 2024             | Palmeiras        | A1/SP+A          | 5+19       | 0+1        | CB              | 1               | 0               | CL                 | 1                  | 0                  | SB          | 0           | 0           | 26     | 1      |
| gen.-mar. 2025   | Palmeiras        | A1/SP+A          | 7+0        | 0          | CB              | -               | -               | CL                 | -                  | -                  | Cmc         | -           | -           | 7      | 0      |
| Totale Palmeiras | Totale Palmeiras | Totale Palmeiras | 28+50      | 0+1        |                 | 3               | 0               |                    | 9                  | 0                  |             | -           | -           | 90     | 1      |
| 2025             | RB Bragantino    | A1/SP+A          | 0+9        | 0          | CB              | 1               | 0               | -                  | -                  | -                  | -           | -           | -           | 10     | 0      |
| Totale carriera  | Totale carriera  | Totale carriera  | 87         | 1          |                 | 4               | 0               |                    | 9                  | 0                  |             | -           | -           | 100    | 1      |

## Palmarès

### Club

#### Competizioni nazionali
- Campionato brasiliano: 2

Palmeiras: 2022, 2023

#### Competizioni internazionali
- Coppa Libertadores: 1

Palmeiras: 2021

#### Competizioni statali
- Campionato paulista: 2

Palmeiras: 2023, 2024